# Prvenstvo Hrvatske u automobilističkim vožnjama na kronometar
Prvenstvo Hrvatske u automobilističkim vožnjama na kronometar, hrvatsko automobilističko prvenstvo. Natjecanje u vožnji na kronometar održava se od 2012. godine. Prvaci su do sada u pojedinačkoj konkurenciji bili:
- 2012.: Zoran Vidmar (AKK Petar Klepac, Zastava Yugo 1.6)[1]
- 2013.: Ivan Pavlović ((AK Rijeka, Renault Clio 2.0 16v)[1]
- 2014.: Marin Čohar (AK RI Autosport, Renault Clio)[1]
- 2015.: Vjekoslav Čičko (AK Buzet Autosport, prototip Fiat 500)[1]
- 2016.: Vjekoslav Čičko (AK Buzet Autosport, prototip Fiat 500)[1]
- 2017.:
- 2018.:
- 2019.: